# Pomla (Bibemi)
Pour les articles homonymes, voir Pomla.
Pomla est un village du Cameroun situé dans le département de la Bénoué et la région du Nord. Il fait partie de la commune de Bibemi.

## Population
Lors du recensement de 2005, la localité comptait 1068 habitants.